# Al Fiore
Albert Fiorentino (* 30. Dezember 1922 in Chicago; † 25. Oktober 1996 ebenda) war ein US-amerikanischer Mundharmonikaspieler.

## Leben
Fiore spielte bereits achtjährig als Vertretungsmusiker Mundharmonika in einer Band seines älteren Bruders. Beeinflusst wurde er von Musikern wie Larry Adler und Borrah Minevitchs Harmonica Rascals. 1937 gründete er mit zwei anderen jugendlichen Musikern, Pete Pedersen und Jerry Murad, die Harmonica Madcaps. Als Minevitch Interesse zeigte, das Trio in seine Rascals aufzunehmen, zog sich Fiore jedoch zurück, da er seine Familie im elterlichen Geschäft unterstützen musste.
1940 trennte sich Murad von den Rascals, und er, Fiore und Don Les, ebenfalls ehemaliges Mitglied der Rascals, gründeten die Harmonicats, das mit Abstand erfolgreichste Mundharmonikatrio der Vereinigten Staaten. Ihren größten Erfolg hatten sie 1947 mit ihrer Bearbeitung von Fred Fishers Song Peg o’ My Heart mit einem Solo Fiores auf der Akkord-Mundharmonika. Fiore war bis 1982 Mitglied der Harmonicats, danach schloss er sich Ronny Salzmans Quintett Quintones an, in dem zu dieser Zeit auch Don Les spielte. 
Aus gesundheitlichen Gründen zog er sich jedoch bald darauf von der aktiven Laufbahn als Musiker zurück. Er war in Chicago Mitglied des Windy City Harmonica Club und regelmäßiger Gast bei Mundharmonikafestivals in den USA und Europa und stiftete ein Stipendium zur Förderung des Mundharmonikaunterrichts an Schulen.